# Кабясово
Кабя́сово (рос. Кабясово, башк. Кәбәс) — присілок у складі Ішимбайського району Башкортостану, Росія. Входить до складу Кулгунінської сільської ради.
Населення — 38 осіб (2010; 47 в 2002).
Національний склад:
- башкири — 100%